# Тромповский, Октавио
Октавио Тромповский (порт. Octávio Figueira Trompowsky de Almeida; 30 ноября 1897, Рио-де-Жанейро — 26 марта 1984, там же) — бразильский шахматист.

## Биография
Чемпион Бразилии 1939 г., вице-чемпион Бразилии 1938 и 1940 гг. (все матчи с В. Крусом). 
В составе сборной Бразилии участник неофициальной (1936 г.) и официальной (1939 г.) шахматных олимпиад (на олимпиаде 1939 г. выступал на 1-й доске).
В 1939 г. вместе с В. Крусом, О. Крусом, Р. Шарлиером и А. Силвой Рошей участник показательных выступлений чемпиона мира А. А. Алехина в Рио-де-Жанейро.
Участник крупных международных турниров, в том числе чемпионатов Южной Америки и традиционных турниров в Монтевидео (1938 и 1954 гг.).

### Книга
- Partidas de Xadrez (1941)[7][8].

## Вклад в теорию дебютов
Его именем назван шахматный дебют 1. d2-d4 Kg8-f6 2. Cc1-g5 (Атака Тромповского).

## Основные спортивные результаты
| Год  | Город          | Соревнование                                                    | + | − | = | Результат     | Место  |
| ---- | -------------- | --------------------------------------------------------------- | - | - | - | ------------- | ------ |
| 1925 | Монтевидео     | Чемпионат Южной Америки                                         |   |   |   | [ 9 ]         | [ 10 ] |
| 1936 | Мюнхен         | Неофициальная шахматная олимпиада (сборная Бразилии, 5-я доска) | 6 | 7 | 7 | 9½ из 20      |        |
| 1938 | Рио-де-Жанейро | Матч с В. Крусом (на звание чемпиона Бразилии)                  |   |   |   | Матч проигран |        |
|      | Монтевидео     | Международный турнир                                            | 3 | 4 | 8 | 7 из 15       | 9      |
| 1939 | Рио-де-Жанейро | Матч с В. Крусом (на звание чемпиона Бразилии)                  | 5 | 2 | 1 | 5½ : 2½       |        |
|      | Буэнос-Айрес   | VIII Олимпиада (сборная Бразилии, 1-я доска)                    | 2 | 9 | 6 | 5 из 17       |        |
| 1940 | Рио-де-Жанейро | Матч с В. Крусом (на звание чемпиона Бразилии)                  | 1 | 5 | 1 | 1½ : 5½       |        |
| 1954 | Монтевидео     | Международный турнир                                            | 8 | 3 | 6 | 11 из 17      | 5—6    |